# PASTEF
Patriotes africains du Sénégal pour le travail, l'éthique et la fraternité (PASTEF), o simplement Patriots of Senegal, és un partit polític senegalès cofundat el 2014 per Ousmane Sonko.

## Història
Amb voluntat de renovació política, diversos joves funcionaris de l'administració pública del Senegal i d'altres professions es van unir en un comitè per a crear PASTEF el gener de 2014.
El 2017 PASTEF es va unir a la coalició Alternativa Popular per a les eleccions legislatives d'aquell mateix any. Aquesta coalició estava formada per diversos partits, entre ells RND i MRDS. Amb l'1,13% dels vots, Ousmane Sonko va ser elegit diputat per la circumscripció de Dakar.
Dos anys després de la primera participació a les eleccions, el partit va iniciar la campanya presidencial, en què el president de la República del Senegal Macky Sall optava a la seva reelecció. En un país on els menors de 20 anys representen el 55% de la població, el discurs rupturista d'Ousmane Sonko va calar entre els joves i va aconseguir un 15,67% dels vots i va quedar tercer. Macky Sall va ser reelegit a la primera volta amb un 58,26%.
El setembre de 2021 Ousmane Sonko va formalitzar la creació d'una nova aliança opositora, Yewwi Askan Wi («Poble Lliure»), que incloïa altres formacions polítiques com PUR i Manko Taxawu Sénégal. L'any següent la coalició va participar primer a les eleccions locals guanyant a diverses ciutats importants com Dakar i Ziguinchor, i més tard a les eleccions legislatives de 2022, obtenint 56 escons i convertint-se en la segona força de l'Assemblea Nacional.

## Resultats electorals

### Eleccions presidencials
| Elecció | Cap de llista | Vots          | %             | Vots         | %            | Resultat |
| Elecció | Cap de llista | Primera Ronda | Primera Ronda | Segona ronda | Segona ronda | Resultat |
| ------- | ------------- | ------------- | ------------- | ------------ | ------------ | -------- |
| 2019    | Ousmane Sonko | 687.523       | 15,67%        |              |              | 2        |

### Eleccions a l'Assemblea Nacional
| Curs | Cap de llista | Vots      | %      | Econs  | +/– | Classificació |
| ---- | ------------- | --------- | ------ | ------ | --- | ------------- |
| 2017 | Ousmane Sonko | 37.535    | 1,13%  | 1/165  | Nou | 6è            |
| 2022 | Ousmane Sonko | 1.071.139 | 32,85% | 56/165 | 55  | 2n            |